# 鳴尾 (名古屋市)
鳴尾（なるお）は、愛知県名古屋市南区の地名。現行行政地名は鳴尾一丁目及び鳴尾二丁目と鳴尾町。住居表示は未実施。鳴尾町には14の小字が設置されている。

## 地理
鳴尾一丁目から二丁目は名古屋市南区の南東部に位置し、東は元鳴尾町、西は上浜町、北は南野に接する。
鳴尾町は天白川の河川用地などに僅かに残る。

### 字一覧
鳴尾町の小字は以下の通り。消滅した字については背景色    で示す。
| 字                               | 字                               |
| -------------------------------- | -------------------------------- |
| 池田（いけだ）                   | 一ノ割（いちのわり）             |
| 一番割（いちばんわり）           | イノ割（いのわり）               |
| 牛神（うしがみ）                 | 江北上ノ切（えきたかみのきり）   |
| 江北下ノ切（えきたしものきり）   | 江北中ノ切（えきたなかのきり）   |
| 江原（えはら）                   | 上十九石（かみじゅうくこく）     |
| 上浜（かみはま）                 | 上六七町（かみろくしちちょう）   |
| 河原（かわら）                   | 申塚（さるづか）                 |
| 三ノ割（さんのわり）             | 下十九石（しもじゅうくこく）     |
| 下浜（しもはま）                 | 下六七町（しもろくしちちょう）   |
| 神徳（じんとく）                 | 大光浜（だいこうはま）           |
| 立長（たてなが）                 | 丹後江（たんごえ）               |
| チノ割（ちのわり）               | 常野（つねの）                   |
| 堤外（ていがい）                 | 堤内（ていない）                 |
| トノ割（とのわり）               | 中割（なかわり）                 |
| 中割道上（なかわりみちかみ）     | 中割道下（なかわりみちした）     |
| 二ノ割（にのわり）               | ニノ割（にのわり）               |
| 根走（ねばしり）                 | ハノ割（はのわり）               |
| へノ割（へのわり）               | ホノ割（ほのわり）               |
| 屋敷割道上（やしきわりみちかみ） | 屋敷割道下（やしきわりみちした） |
| 八幡（やわた）                   | 四ノ割（よんのわり）             |
| リノ割（りのわり）               | 流作（りゅうさく）               |
| 六七ノ割（ろくしちのわり）       | ロノ割（ろのわり）               |

## 歴史
前身である愛知郡鳴尾村は、明治期に牛毛荒井村を中心とする周辺7村が合併して成立した村であった。名古屋市編入後は鳴尾町となったが、後の町名整理により鳴尾町の大部分が他の町名に編入されている。
現行の鳴尾一丁目および二丁目は、大部分が江戸期まで牛毛荒井村であった地域にあたる。牛毛荒井村は元々は東部が「荒井村」、西部が「牛毛村」であったのが一村として扱われるようになったという。

### 町名の由来
「鳴尾」は当地周辺の古名という。江戸後期成立の『尾張名所図会』によれば、牛毛荒井村には「鳴尾松」と呼ばれる名松があったという。

### 行政区画の変遷

#### 鳴尾町
- 1878年（明治11年）12月28日 - 愛知郡牛毛荒井村・丹後江新田・伝馬新田・源兵衛新田・北柴田新田・柴田屋新田・神徳新田が合併し、鳴尾村が成立[9]。
- 1889年（明治22年）10月1日 - 町村制に基づく愛知郡鳴尾村となる[9]。
- 1906年（明治39年）5月10日 - 合併に伴い、笠寺村大字鳴尾となる[9]。
- 1921年（大正10年）8月22日 - 名古屋市南区へ編入し、同区鳴尾町となる[9]。
- 1929年（昭和4年）7月15日 - 鳴尾町字神徳の全域を船見町に編入[10]。
- 1935年（昭和10年）5月15日 - 一部より源兵衛町・三吉町・鳴浜町・鶴見通・松下町が成立[9]。
- 1947年（昭和22年）9月10日 - 一部より柴田本通・柴田町が成立、一部を源兵衛町・三吉町・鳴浜町・鶴見通・松下町へ編入[9]。
- 1948年（昭和23年）7月1日 - 一部より白水町・元柴田東町・元柴田西町が成立[9]。
- 1950年（昭和25年）2月10日 - 一部より要町・天白町が成立、一部を三吉町へ編入[9]。
- 1967年（昭和42年）6月30日 - 一部より南野二～三丁目・元鳴尾町・鳴尾一丁目が成立[1]。
- 1973年（昭和48年）2月8日 - 一部より鳴尾二丁目・上浜町が成立、一部を南野二丁目・元鳴尾町・鳴尾一丁目へ編入[1][9]。

#### 鳴尾
- 1967年（昭和42年）6月30日 - 南区星崎町・鳴尾町の各一部より、同区鳴尾一丁目が成立[1]。
- 1973年（昭和48年）2月8日 - 鳴尾町の一部より、鳴尾二丁目が成立。星崎町・鳴尾町の各一部を一丁目へ編入[1]。

## 世帯数と人口
2019年（平成31年）4月1日現在の世帯数と人口は以下の通りである。
| 町丁・丁目 | 世帯数  | 人口    |
| ---------- | ------- | ------- |
| 鳴尾町     | 89世帯  | 164人   |
| 鳴尾一丁目 | 422世帯 | 893人   |
| 鳴尾二丁目 | 130世帯 | 279人   |
| 計         | 641世帯 | 1,336人 |

### 人口の変遷
鳴尾
国勢調査による人口の推移
| 1995年（平成7年）  | 1,070人 | [ 11 ] |  |
| 2000年（平成12年） | 1,045人 | [ 12 ] |  |
| 2005年（平成17年） | 1,122人 | [ 13 ] |  |
| 2010年（平成22年） | 1,149人 | [ 14 ] |  |
| 2015年（平成27年） | 1,126人 | [ 15 ] |  |

鳴尾町
| 1995年（平成7年）  | 184人 | [ 11 ] |  |
| 2000年（平成12年） | 155人 | [ 12 ] |  |
| 2005年（平成17年） | 188人 | [ 13 ] |  |
| 2010年（平成22年） | 191人 | [ 14 ] |  |
| 2015年（平成27年） | 178人 | [ 15 ] |  |

## 学区
市立小・中学校に通う場合、学校等は以下の通りとなる。また、公立高等学校に通う場合の学区は以下の通りとなる。なお、小・中学校は学校選択制度を導入しておらず、住所により各学校に指定されている。
| 字・丁目       | 小学校                                    | 中学校               | 高等学校 |
| -------------- | ----------------------------------------- | -------------------- | -------- |
| 鳴尾町字河原   | 名古屋市立星崎小学校                      | 名古屋市立本城中学校 | 尾張学区 |
| 鳴尾町字丹後江 | 名古屋市立白水小学校                      | 名古屋市立名南中学校 | 尾張学区 |
| 鳴尾町字堤外   | 名古屋市立白水小学校 名古屋市立柴田小学校 | 名古屋市立名南中学校 | 尾張学区 |
| 鳴尾町字八ノ割 | 名古屋市立白水小学校                      | 名古屋市立名南中学校 | 尾張学区 |
| 鳴尾町字流作   | 名古屋市立星崎小学校                      | 名古屋市立本城中学校 | 尾張学区 |
| 鳴尾一丁目     | 名古屋市立星崎小学校                      | 名古屋市立本城中学校 | 尾張学区 |
| 鳴尾二丁目     | 名古屋市立星崎小学校                      | 名古屋市立本城中学校 | 尾張学区 |

## 施設
- 名古屋鳴尾郵便局
- なごや農業協同組合 鳴尾支店
- 南消防署星崎出張所

## その他

### 日本郵便
- 集配担当する郵便局は以下の通りである[18]。

| 町丁           | 郵便番号 | 郵便局         |
| -------------- | -------- | -------------- |
| 鳴尾           | 457-0066 | 名古屋南郵便局 |
| 鳴尾町字丹後江 | 457-0813 | 名古屋南郵便局 |